# ちゃぺ!
『ちゃぺ！ 津軽鉄道四季ものがたり』（ちゃぺ つがるてつどうしきものがたり）は、川上健一原作、ひきの真二作画による漫画作品。『ビッグコミック増刊号』（小学館）にて、2007年から2008年まで連載された。単行本は2008年に全1巻が小学館ビッグコミックスから刊行されている。
単行本が発行された2008年に青森県の観光・物産・グルメの特ダネを紹介する「まるごと青森」に紹介されている。また、2007年には近畿日本ツーリストが漫画「ちゃぺ！」の故郷を訪ねる津軽鉄道ツアーを発売した。
「ちゃぺ」とは津軽の言葉で子猫の総称を意味する。主人公の島守沙代は明るく、かわいい小学生のため地域の人たちから「ちゃぺ」と呼ばれている。作品の舞台は青森県津軽半島を走る津軽鉄道沿線であり、ちゃぺの住む終点の津軽中里駅周辺と始点の津軽五所川原駅周辺はしばしば登場する。毎日、津軽鉄道を利用しているちゃぺと彼女を取り巻く地域の人々の交流を描く人情作品である。

## あらすじ
津軽鉄道線は青森県五所川原市の津軽五所川原駅から青森県北津軽郡中泊町の津軽中里駅までを結ぶ、津軽鉄道が運営する鉄道路線である。主人公の島守沙代（ちゃぺ）の母親可奈子は看護師で中東のコンビナートで働いている。約束の1年間が過ぎても連絡も無く、ちゃぺは母親との約束通り、毎日のように五所川原駅まで母親を出迎えに行くという設定になっている。
さくら祭り
桜の季節、津軽鉄道は満開の桜が迎えてくれる芦野公園駅に到着し、乗客は歓声をあげる。車内では津軽の特産品のよし餅、笹餅などの販売がある。ちゃぺは市場に行き、級友の政春の祖父を連れ出し、列車に乗せる。駅では、政春と両親が待っており、2年ぶりの対面となる。政春の父と祖父のけんかも終了である。
津軽の音
夏が来て、津軽鉄道の車両には風鈴が取り付けられ、涼しげな音を立てる。風鈴の材質は鉄であるが、チャペにはなんだかしっくりこない。社長の鈴木も同じ意見だ。ちゃぺが陶器製のグラスに氷が鳴る音を津軽の音と表現し、鈴木は風鈴の疑問が解けた。津軽金山焼の窯元に相談し、焼き物の風鈴ができる。ちゃぺはその音を聞いて、優しい音、お母さんの声が聞こえると話す。
津軽の心
はるえ食堂でダンガダンガが鈴木社長に津鉄危ないのかと質問し、ちゃぺは驚く。ちゃぺは大人たちが立佞武多で元気になることを知り、津鉄が元気になるように計画を立てる。立佞武多祭りの初日に津鉄サポーターや農林高校の生徒たちと一緒に、ちゃぺは五所川原駅に小さな立佞武多を持ち込み、祭りの雰囲気を盛り上げる。加奈子から帰るも日が分かったら知らせるという手紙が届く。ちゃぺは立佞武多祭りの写真を同封し、帰る日は教えないでと返信する。
りんごもぎ
はるえ食堂の朝は忙しい。ちゃぺはばっちゃんの手伝いをする。トキがやってきて、ダンガダンガのシジミ汁をいつものように横取りする。津鉄の乗客の若い女性がリンゴに向かって、ほら母さん、岩木山だよと話しかける。転がったリンゴを拾って、ちゃぺが訳をたずねると、女性は2年前に亡くなった母親がリンゴが大好きだった話す。ちゃぺはこの女性をリンゴの収穫に誘う。たくさんのおかあさんの笑顔のようなリンゴに囲まれ、女性は海外に住んでいる彼のプロポーズを受ける決心をする。
地吹雪
冬の津鉄にはストーブ列車が走る。車内ではスルメが焼かれ、津軽の手踊りも披露される。乗客は横殴りの雪に驚くが、乗務員はこれは普通で、ひどいときは地吹雪になると説明する。チャペは元民謡歌手のトキから、津軽三味線の伴奏で唄うよう依頼される。津軽三味線奏者の俊はテクニックはあるが津軽人が共鳴する音が不足しているので、うまい唄い手と一緒に演奏すればそれが身に付くかもしれない。はるえ食堂で練習が始まる。トキは三味線の主張と引きについて説明する。冬の楽しみに地吹雪を捕らえる凧揚げがある。ちゃぺは俊を誘い、凧に願いを描き込む。凧は強い風を捕らえ、3人がかりでも引きずられる。この凧揚げで俊は何かをつかんだようだ。
入学式
ちゃぺは駅のホームで新1年生の慎ちゃんを見かける。慎ちゃんは出稼ぎに行った母ちゃんが来るまでここを動かないと言い、じいちゃんが困っている。チャペはお母さんが来るまで私が一緒にいてあげると言って、入学式に向かう。途中で母親が駆けつけ、慎ちゃんは一安心となる。母親はちゃぺにお礼を言うが、ちゃぺは慎ちゃんとの約束を守ってくれてありがとう、私もうれしいと振り向かずに答える。駅でちゃぺはパスケースに入れられたラブレターを拾う。落とし主が分からないので、ちゃぺは落とした人が捜しに来るかもしれないと駅で待つ。知り合いの由香里がやってきて、落とし主と分かる。由香里は駅でショウに手紙を差し出し、その内容を声に出す。ショウは先をこされたと悔しがる。
マラソン大会
チャペはマラソン大会で少額女子の部1位を目指し練習する。チャペは速い。しかし、風で飛ばされた子どもの帽子を取りにいったり、正太を励ましながらゆっくり走ったりで最後にゴールとなる。
ホタルの里
ホタル列車とは中泊町中里地区で行われるホタルまつりに津軽鉄道で行こうという企画である。列車内では鈴木社長が自ら「ホタルの里」の説明をしている。車内販売はブルーベリーとストーブどらやきである。中里駅前からシャトルバスに乗って会場に向かう。中里小学校の子どもたちやちゃぺの担任も来ている。ちゃぺはダンガダンガとトキの手を結び、ホタルは好きな人と見るのがいいんだってと話す。ホタルに導かれて、ちゃぺは母と一緒に見たホタルの乱舞をじっと見ている。その翌日、猫のゴンタが駅で可奈子を待っているのを見たトキは、ちゃぺに汽車に乗らないよう伝えるが間に合わない。ちゃぺはなぜか汽車には乗らずホタルに気を取られていた。そこに可奈子が現れ、ちゃぺは大好きーーっと抱きつく。

## 登場人物

### ちゃぺと家族
島守沙代（しまもり さよ）
地元中里小学校に通う少女、母・可奈子を迎えにゆくことや魚の買出しで津軽鉄道に乗ることが多く、家族や地元の人々などに「ちゃぺ」（津軽弁で子猫）と呼ばれる。
島守春江（しまもり はるえ）
ちゃぺの祖母で、可奈子の母。津軽中里駅前の「はるえ食堂」の女将で、ちゃぺの親代わりとなっている。
島守可奈子（しまもり かなこ）
ちゃぺの母。死んだ夫の借金を返すために中東のコンビナートで長期間、看護師として働いている。
ゴンタ
「はるえ食堂」で飼われている猫、特技は予知能力。

### その他
トキ
「はるえ食堂」の常連で、隣にあるスナックバー「よろた」のママ。
ダンガダンガ
「はるえ食堂」の常連客。五所川原農林高校相撲部のエースだった。大砲のようなツッパリの音からダンガダンガとつけられた。
鈴木治郎（すずき じろう）
ちゃぺが利用する津軽鉄道の社長。毎回、母に会いに行こうとするちゃぺを気にかけている。
武（たけ）
津軽鉄道の車掌、ちゃぺと親しい。母を出迎えるため、五所川原駅へ列車に乗ってやってくるちゃぺを憂いて、よく声を掛ける。
谷山（たにやま）
高校時代は陸上部のスターだった。現在は、津鉄の経理担当重役。
マサじい（まさじい）
ちゃぺ行き付けのマルコーセンター（五所川原にあるとされる市場）で魚屋を営む。
息子が政章で、孫息子が（ちゃぺの同級生である）政春という。長らく政章とは疎遠になっていたが、ちゃぺがつなぎとめた。
ちゃぺの担任
ちゃぺの通う小学校で、彼女の担任教師をつとめる。彼女もちゃぺ（ちゃん）と呼ぶ。
大作
ちゃぺの知り合いの男子高生。相撲部員で、趣味はプラモデルつくり。正義は弟。
ミセ
ちゃぺが津軽鉄道でよく出会う行商している眼鏡の老女。りんご農園を持っている。
トミエ
ミセの相棒で、眼鏡をかけていない方の老女。

## 書誌情報
- 川上健一（原作）、ひきの真二（作画） 『ちゃぺ! 津軽鉄道四季ものがたり』小学館〈ビッグコミックス〉、全1巻
  - 2008年11月28日発売[5][6]。ISBN 978-4-09-182245-1